# Basingstoke
Basingstoke es un pueblo del distrito de Basingstoke and Deane, situado en el valle del río Loddon, en el noreste del condado de Hampshire, Inglaterra, Reino Unido. Se encuentra a 48 millas (77 km) al suroeste de Londres, 30 millas (48 km) al noreste de Southampton, 16 millas (26 km) al suroeste de Reading y 20 millas (32 km) al noreste de la capital del condado, Winchester. En 2006 tenía una población estimada de 80.477 personas.